# George Malcolm
George John Malcolm CBE KSG  (* 28. Februar 1917 in London; † 10. Oktober 1997 ebenda) war ein britischer Pianist, Cembalist, Dirigent und Komponist.

## Leben
Malcolm hatte von Kindesbeinen an Klavierunterricht im Kloster Notre Dame in Clapham und studierte auf Empfehlung von Sir Hugh Allen bereits im Alter von sieben Jahren bei Kathleen McQuitty und Herbert Fryer am Royal College of Music. 
Während seines Studiums am Royal College of Music besuchte er außerdem das Wimbledon College und das Balliol College Oxford. Während des Zweiten Weltkriegs war er Kapellmeister bei der Royal Air Force und studierte als Pianist Kammermusik.
Von 1947 bis 1959 war er Organist und Chorleiter der Westminster Cathedral. Eigens für Malcolm und dessen Chor komponierte Benjamin Britten 1959 seine Missa brevis. Von 1962 bis 1966 war Malcolm künstlerischer Leiter des Orchesters Philomusica of London, von 1965 bis 1967 Associate Guest Conductor des BBC Scottish Symphony Orchestra.
Malcolm entfaltete als Cembalist und Dirigent im Zuge der Barock-Renaissance eine rege, weltweite Konzert- und Aufnahmetätigkeit, u. a. zusammen mit renommierten Solisten wie dem Geiger Yehudi Menuhin, dem Lautenisten Julian Bream und dem Pianisten András Schiff, aber auch mit Ensembles und Orchestern wie dem London Symphony Orchestra, dem English Chamber Orchestra, der Academy of St Martin in the Fields und dem Dennis Brain Ensemble.
Als Komponist hinterließ er einzelne kirchenmusikalische und weltliche Gelegenheitswerke, u. a. Variationen über ein Thema von Mozart für vier Cembali und eine Fuge im Bach-Stil Bach Before the Mast.

## Ehrungen
- 1965: Order of the British Empire[5]
- 1970: Ritter des Gregoriusordens[2]